# Búnquers de les Omaneres
Els Búnquers de les Omaneres són una obra del municipi de Vilajuïga (Alt Empordà) inclosa en l'Inventari del Patrimoni Arquitectònic de Catalunya.

## Descripció
Situats al nord del nucli urbà de la població de Vilajuïga, al quilòmetre 23 de la carretera N-260, dos d'ells situats al nord de la via, sector de les Omaneres i l'altre al sud, sector de Montperdut.
Conjunt de tres búnquers soterrats de planta quadrada amb els angles arrodonits, bastits amb formigó i totxo, i coberts amb terra i pedres de la zona, a manera de camuflatge. Presenten obertures rectangulars apaïsades per a la defensa de la via i una porta rectangular d'accés a l'interior en una de les parets laterals. De les tres fortificacions existents, només es va poder accedir a l'interior del búnquer del sector de Montperdut, el qual presentava un ampli espai intern. Les altres dues casamates estaven tancades amb portes de reixa de ferro.

## Història
Construcció militar portada a terme per l'organisme franquista denominat "Servicio Militar de Construcción". Aquestes fortificacions pertanyen a l'extensa i àmplia xarxa de búnquers i nius de metralladora, bastides entre els anys 1940-45, que s'estén tot al llarg de les terres properes a la frontera i al litoral nord de l'Empordà. Aquesta va ser nomenada "linea P" o "linea Peréz", encara que també és coneguda com a "línea Gutierrez", potser pel fet que el coronel d'enginyer Manuel Duelo Gutiérrez, va participar en una reunió relativa a la fortificació d'aquesta línia.
Realment, l'origen del nom ve donat per la posició geogràfica de la línia en qüestió que abastava tota la part del Pirineus, d'aquí que s'anomenés P. Totes aquestes construccions foren bastides després d'acabar-se la guerra del 1936-39 pels serveis de l'exèrcit del govern dictatorial, en resposta a una possible invasió procedent de França.
L'any 1985 es va decidir suprimir els regiments de defensa i desmantellar les bateries.